# Катовишка митрополия
Катовишката митрополия (на полски: Metropolia katowicka) е една от 14-те църковни провинции на католическата църква в Полша. Установена на 25 март 1992 година с булата „Totus Tuus Poloniae Populus“ на папа Йоан-Павел II. Обхваща три епархии. 
Заема площ от 12 683 км2 и има 2 763 065 верни.

## Епархии
В състава на митрополията влизат епархиите с центрове Катовице, Гливице и Ополе.
- Катовишка архиепархия – архиепископ митрополит Виктор Скворц
- Гливишка епархия – епископ Ян Копец
- Ополска епархия – епископ Анджей Чая

## Фотогалерия
- „Христос Цар“, катедрален храм на Катовишката архиепархия
- „Св. ап. Петър и Павел“, катедрален храм на Гливишката епархия
- „Свети Кръст“, катедрален храм на Ополската епархия